# 雷炎均
雷炎均，（1914年11月14日—1999年10月19日）美國華僑，中華民國空軍二級上將，曾任空軍副總司令、副參謀總長、中華航空公司總經理與董事長。

## 出身
出生於美國華盛頓州西雅圖。祖籍廣東台山。1931年間，在美國奧勒岡州波特蘭美洲華僑航空學校隨第一次世界大戰王牌飛行員加拿大籍布朗（Roy Brown) 學習飛行，志在報效祖國。與美籍華裔子弟蘇英祥、李月英、陳瑞鈿、黃泮揚、劉龍光、林覺天、雷國來、楊仲安、鄺廷、黃桂燕等皆同期畢業自該校。返國後就讀中央航空學校第3期畢業.

## 戰績
後返國參戰，加入第五大隊，第二十八分隊， 戰功彪炳，成為抗日空戰英雄。

## 軍事生涯
1942年前往美國指揮參謀學院深造。1945年任喀拉蚩盟軍教官，抗戰勝利後任中華民國駐日軍事代表團員，在台歷任美軍協防司令部主任連絡官，中華民國空軍情報署長，作戰署長，作戰司令，空軍副總司令。1967年任副參謀總長，1970年晉升為空軍二級上將。

## 民航生涯
1974年退役，轉任中華航空公司總經理，董事長。1978年退休。

## 婚姻
元配李月英為華僑航空學校同學，成為美國女子航空勤務飛行隊的一員，但意外喪生。